# 레지나 캐롤
레지나 캐롤(Regina Carrol, 1943년 5월 2일 ~ 1992년 11월 4일)은 미국의 배우, 가수, 영화배우이다.
보스턴에서 태어났으며 세인트조지에서 사망하였다. 사인은 암이다.

## 영화
- 살인 괴물의 공포 (1972년)
- 글래스 바텀 보트 (1966년)
- 비바 라스베가스 (1964년)
- 투 로드 투게더 (1961년)